# Tadjenanet
Tadjenanet è un comune dell'Algeria, situato nella provincia di Mila.